# 傷亡人員

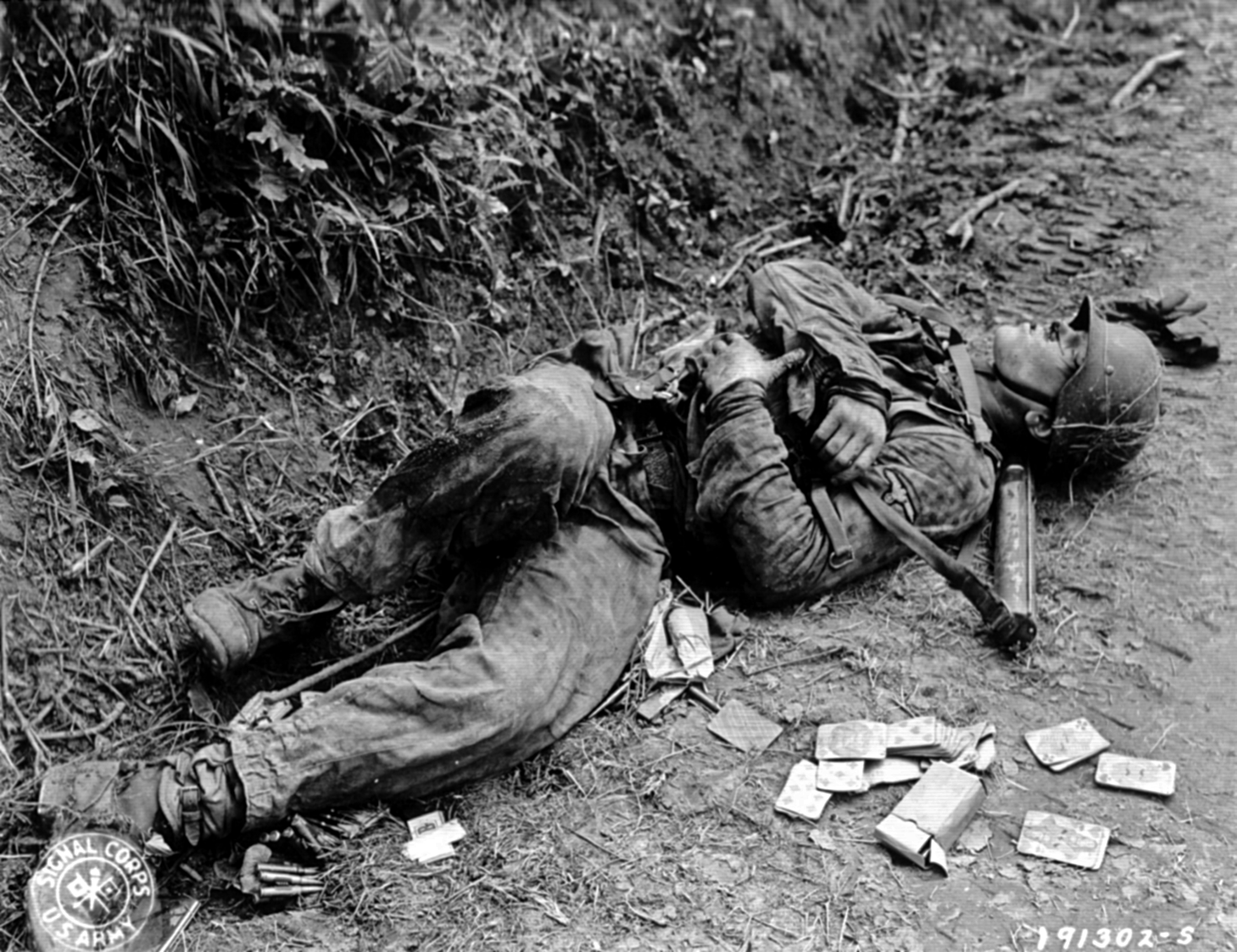
一名死亡之德國武裝親衛隊成員，1944年6月19日攝於法國北部

傷亡人員（英語：Casualty），於軍隊之中，是指任職於軍隊之人員、戰鬥人員或非戰鬥人員，由於幾種情況而無法履行職責，包含死亡、受傷、生病、被俘或逃兵。
對於平民而言，傷亡人員是指被殺害、受傷或喪失能力的人；“傷亡人員”一詞通常用於描述由於暴力事件或災難造成的大規模死亡和傷害。它有時被誤解為“死亡”，但受到非致命傷亦被歸類在傷亡人員裡。

## 作為軍事術語
“傷亡人員”一詞使用於軍事，是指人員於執勤時陣亡、染病致死、受傷致殘、因心理創傷失能、被俘、逃兵或於任務中失蹤，但不包含符合前述狀況卻仍可進行戰鬥之人員。任何傷亡人員都不再適合進行立即性之戰鬥或戰役，因此，這是戰鬥中的主要考量因素。
至少自1513年以來，“傷亡人員”一詞已被用於軍事中。

### 北約定義
北大西洋公約組織對於以下幾種傷亡人員給予定義：
傷亡人員於人事上，任何由於被宣布死亡、受傷、生病、被拘留、被俘或失蹤而脫離其所屬單位之人員。
戰鬥傷亡人員任何由於敵對行動、持續之戰鬥及相關行動或戰鬥任務往返而造成的任何傷亡。
非戰鬥傷亡人員非因於戰鬥，但由於疾病、因病致死、受傷、因傷致死而脫離其所屬單位之人員，以及非自願缺席或由於敵人行動而失蹤、被拘禁之人員。

### 其他定義
這些定義在軍事歷史學家中很常被使用：
不可回復之傷亡人員於人事上，任何於行動中死亡、失蹤或被移往醫療場所前因傷致死及因病致死之人員。
醫療傷亡人員於人事上，任何因戰傷或在戰鬥區內患病而感染之人員，以及任何於醫療場所治療或休養超過一天之人員。
“戰鬥醫療傷亡人員”和“非戰鬥醫療傷亡人員”之間存在區別。前者是指因戰鬥造成之醫療傷亡人員；後者是指是指非因戰鬥造成之醫療傷亡人員。
陣亡通常描述因敵對勢力行動而死亡之人員。
任務中失蹤通常描述於戰鬥行動中失蹤之人員。他們有可能是已陣亡、受傷、被俘或逃兵。
任務中受傷通常描述因敵對勢力行動而受傷之人員。

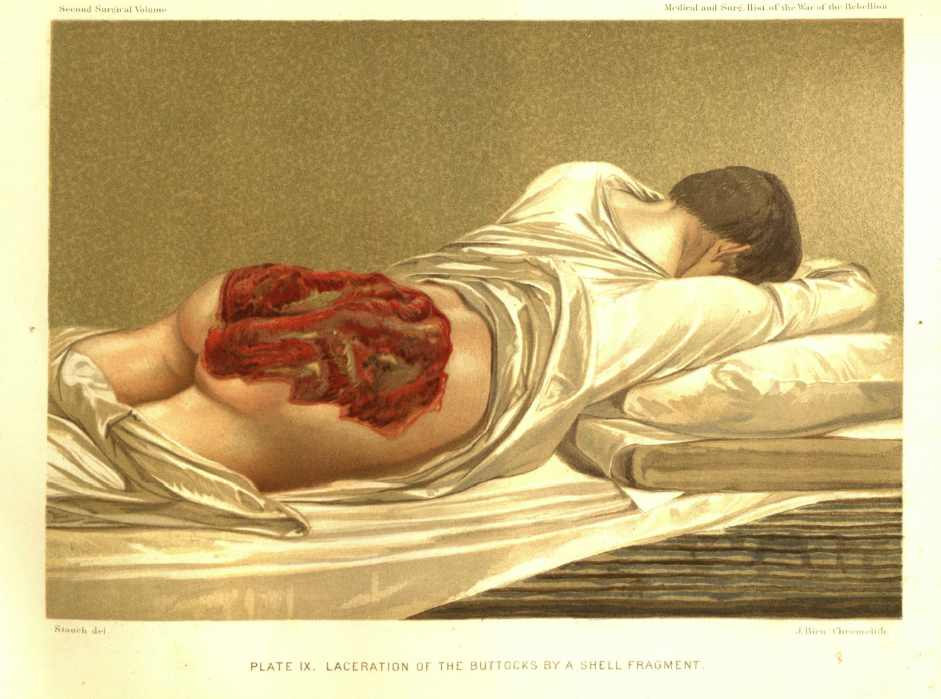
彈片受傷，於南北戰爭

戰俘通常描述被敵對勢力俘虜和拘禁之人員。

## 作為一般使用
雖然“傷亡人員”一詞自1844年以來就被平民所使用，但相較於軍事用途，傷亡人員是一個較不重要的概念，因為死亡人數和重傷害數分別是非常重要的，且平民沒有立即重返崗位之必要，以中華民國交通部各縣市交通事故死傷統計為例，死亡人數和重傷害數通常也會被一同羅列出來而非僅呈現傷亡人員總數。

## 發生率
根據世界衛生組織2004年世界衛生報告，因故意（包括戰爭、暴力和自殺）導致之死亡人數估計佔全體死亡人數2.8%；在同一份報告中，因過失導致之死亡人數估計佔全體死亡人數的6.2%。

## 另見
- 2002年致死原因及所占比例列表